# Apple TV (應用程式)
Apple TV app （也稱為Apple TV、 TV和TV app）是由Apple Inc.開發的一系列媒體播放器軟件程序。用於觀看 Apple 提供給消費電子產品的電視節目和電影。它可以串流播放來自iTunes Store的內容、Apple TV 頻道點播視頻服務和Apple TV+原創內容訂閱服務。在iPhone 、iPad、IPod touch和Apple TV觀看節目，它還可以索引和訪問來自其它視頻點播服務的鏈接應用程序的內容(如Disney+)。
該應用程序於 2016 年 12 月在美國發布，適用於iOS、IPadOS和tvOS Apple 設備，並於 2017 年底開始在其他國家/地區推出。在 2019 年和 2020 年期間，它被帶到了MacOS和第三代 Apple TV並帶非 Apple 設備：2015 年後的Roku和Amazon Fire TV型號以及Roku TV、Fire TV 上的一些較新的電視型號，三星 Tizen、LG webOS和Vizio SmartCast 智能電視平台，部分新的索尼 Android 電視型號將於 2020 年 10 月可以在此設備觀看Apple TV。

## 平台

### iOS、IPadOS 和 tvOS
TV 於 2016 年 10 月 27 日在蘋果媒體活動上宣布，並於 2016 年 12 月 12 日在美國發布，搭載iOS 10.2和tvOS 10.1，取代了早期版本 iOS 中的視頻應用程序。它將來自iTunes Store的電視節目和電影與來自已安裝的合作夥伴應用程序的內容聚合在一起，並且可以使用同一個Apple ID跨設備跟踪進度。只有來自 Apple 服務的內容才能在 TV 應用程序中打開；其他內容在鏈接的應用程序中打開。
該應用程序最初包含五個部分：立即觀看、體育、資料庫、商店和搜索。可以啟用體育比分推送通知。
在 Apple 2019 年 3 月的媒體活動之後，電視進行了重大重新設計，將其重新定位為 Apple 分發的視頻流的中心。新版本增加了對 Apple TV Channels 的支持，並推出了一個類似於 Apple TV 硬件圖標的新圖標，取代了之前類似電視的圖標。
電視於 2019 年 3 月被添加到 tvOS 之前的第三代 Apple TV 中，儘管該版本無法與其他視頻點播應用程序鏈接。畫中畫和多個 Apple ID 之間的切換已在 tvOS 13 中添加到第四代和更新的 Apple TV。
電視在Apple TV 4K上支持4K、杜比全景聲、杜比視界和HDR10。2017 年或之後發布的iPad Pro和iPhone型號支持杜比視界和 HDR10，2018 年 iPad Pro 型號和 iPhone 支持杜比全景聲。

### macOS
TV 於 2019 年 10 月 7 日與macOS Catalina一起發布，是為取代iTunes而創建的三個應用程序之一。它在 2018 年或之後發布的 MacBook 上支持杜比全景聲、杜比視界和HDR10 ，而在iMac Pro 和其他 2018 年或之後發布的 Mac 連接到兼容設備時支持 4K HDR 播放展示。

### 非 Apple 設備
Apple 於 2019 年 1 月宣布，將首次在非 Apple 平台上提供 TV 應用程序。擴展到其他平台的決定被引用為蘋果通過向公眾廣泛提供視頻內容來擴大其服務收入的努力的一部分。
它於 2019 年 10 月 15 日在Roku、型號為 3800 或更高的型號以及 Roku TV 平台上推出 。它於 2019 年 10 月 24 日在亞馬遜 Fire TV上可用，但僅限於 2016 年或之後發布的 Fire TV 設備以及 Fire TV Edition 平台。
該應用程序於 2019 年 5 月 13 日在三星電視的定製版Tizen OS平台上啟動。它於 2020 年 2 月 3 日在 LG webOS 平台上可用。添加了2020 年 9 月 8 日到 Vizio SmartCast 平台。
該應用程序還於 2020 年 10 月 14 日在部分 2020 款索尼Bravia Android TV機型上推出。  2020 年 12 月 16 日，谷歌宣布該應用程序的 Android TV 版本將提供給其他運行 Android TV 的設備。它於 2021 年 6 月 1 日在幾乎所有運行 Android TV 8.0 的 Android TV 型號和設備上可用</ref> It became available on nearly all Android TV models and devices running on Android TV 8.0 on June 1, 2021.。
該應用程序於 2020 年 11 月在PlayStation 4和PlayStation 5上可用，以及Xbox One和Xbox Series X/S於 2020 年 11 月 10 日可用。 
2025年2月，Apple TV Plus应用程序在Android手机和平板电脑上推出。
通過該軟件在非 Apple 設備上可用的功能比在 Apple 設備上可用的功能更有限，例如缺少對杜比全景聲 (Dolby Atmos)和杜比視界 (Dolby Vision)的支持，但隨著時間的推移，額外的更新減少了差異。

## 內容來源

### Apple TV+
TV 是 Apple Apple TV+ 服務的門戶，提供為 Apple 創作的原創內容。

### Apple TV 頻道
Apple TV Channels 是 Apple TV 應用程序中的一項功能，可讓您直接在 TV 應用程序中訂閱流媒體服務。這帶來了幾個好處，例如通過 Apple 計費以及輕鬆取消和添加訂閱的能力。
該功能於 2019 年 4 月首次推出，此後 Apple 一直在定期添加新服務。前往下方查看完整列表。
- Acorn TV
- A&E Crime Central
- ALLBLK (Formerly UMC)
- AMC+
- Apple TV+
- Arrow Video Channel
- BBC Select
- Bet+
- BFIPlayer Classics
- Britbox
- Paramount+
- Cinemax
- Comedy Central Now
- CuriosityStream
- Epix
- Eros Now Select
- Hallmark Movies Now
- HBO(僅限現有訂閱者，為新用戶刪除)
- History Vault
- IFC Films Unlimited
- Lifetime Movie Club
- Moonbug Kids
- MTV Hits
- Mubi
- NickHits
- Noggin
- Out TV
- Pantaya
- Paramount+
- PBS Living
- ScreenPix
- Showtime
- Shudder
- Smithsonian Channel Plus
- Starz
- Sundance Now
- Tastemade
- The Great Courses Signature Collection
- Topic
- Up Faith & Family

### iTunes Store
TV可以串流iTunes Store 租借或購買的內容。

### 點播其它平台應用程序
iOS、iPadOS和tvOS上的電視應用程序版本可以集成和管理同一設備上安裝的受支持的視頻點播應用程序的內容，並且可以使用同一 Apple ID 跨設備跟踪進度。只有來自 Apple 服務的內容會在 TV 應用程序中打開，對於其他內容，它將打開鏈接的應用程序。應用程序的支持因國家/地區而異。對 Netflix 的支持有限；他們的電視節目和電影將出現在搜索結果和播放中，但其他功能（如進度跟踪）不可用。

## 發布歷史
| 地區               | 日期           | 參考          |
| ------------------ | -------------- | ------------- |
| 美国               | 2016年12月12日 | [ 55 ] [ 56 ] |
|                    | 2017年9月19日  | [ 57 ]        |
| 加拿大             | 2017年9月19日  | [ 57 ]        |
| 挪威               | 2017年10月31日 | [ 58 ]        |
| 瑞典               | 2017年10月31日 | [ 58 ]        |
| 法國               | 2017年12月8日  | [ 59 ]        |
| 德国               | 2017年12月8日  | [ 59 ]        |
| 英国               | 2017年12月8日  | [ 59 ]        |
| 巴西               | 2018年3月30日  | [ 60 ]        |
| 墨西哥             | 2018年3月30日  | [ 60 ]        |
| 其他90個國家或地區 | 2019年5月13日  | [ 61 ]        |

## 外部連結
- （英文）Apple TV全球（页面存档备份，存于）